# Estrutura interna da Terra

Estrutura interna da Terra.

Corte em secção transversal das camadas que compõem o planeta Terra.

A estrutura interna da Terra é constituída por três camadas:
- crosta terrestre - camada superficial sólida que envolve a Terra. Tem, em média, de 30 a 40 km de espessura, mas pode ser bem mais fina ou chegar a até 80km. Possui duas partes: forma de relevo (superficial) e estruturas geológicas (interna).
- Manto - camada viscosa que é localizada entre a crosta e entre o núcleo. É formada por vários tipos de rochas siliciosas ricas em ferro e magnésio, que, devido às altas temperaturas, encontram-se em um estado complexo que mistura materiais fundidos e sólidos e recebe o nome de magma. Vai até os 2900 km de profundidade. É também dividido por duas camadas: O Manto Superior e o Manto Inferior.
- Núcleo - é a parte central do planeta. É formado por metais como ferro e níquel em altíssimas temperaturas. Possui duas partes:
  - Núcleo externo: Líquido – de 2900 a 5151 km.
  - Núcleo interno: Sólido, devido à altíssima pressão – até 7710 km.

## Massa
A força exercida pela gravidade da Terra pode ser usada para calcular a sua massa. Os astrônomos também podem calcular massa da Terra pela observação do movimento dos satélites em órbita. A densidade média da Terra pode ser determinada através de experiências gravitométricas , que têm historicamente pêndulos envolvidos.
A massa da Terra é de cerca de 6.0×1024 kg.

Esquema do interior da Terra. 1. Crosta Continental - 2. Crosta Oceânica - 3. Manto Superior - 4. Manto Inferior - 5. Núcleo Externo - 6. Núcleo Interno - A: Descontinuidade de Mohorovičić (Moho) - B: Descontinuidade de Gutenberg (ou de Wiechert-Gutenberg) - C: Descontinuidade de Lehmann - Limite Manto Superior-Inferior (700 km): Descontinuidade de Repetti

## Estrutura
O interior da Terra, assim como o interior de outros planetas telúricos, é dividido por critérios químicos em:
- uma camada externa crosta de silício;
- um manto altamente viscoso;
- um núcleo que consiste de uma porção sólida envolvida por uma pequena camada líquida. Esta camada líquida dá origem a um campo magnético devido a convecção de seu material, eletricamente condutor.

O material do interior da Terra encontra frequentemente a possibilidade de chegar à superfície, através de erupções vulcânicas e fendas oceânicas.
Muito da superfície terrestre é relativamente novo, tendo menos de 100 milhões de anos; as partes mais velhas da crosta terrestre têm até 4,4 bilhões de anos.
Estrutura Estática

- Atmosfera (até 10.000 km) [99,99998% da atmosfera, em massa, está abaixo de 100 km de altitude]
- Crosta (até 40/70 km)
- Manto (até 2900 km)
- Núcleo externo (líquido - de 2900 a 5150 km)
- Núcleo interno (sólido - Até 6371 km)
- Núcleo mais interno (sólido -a cerca de 5800 km)[3]

Estrutura Mecânica
- Litosfera (até 100km)
- Astenosfera (até 400 km)
- Núcleo

Tomada por inteiro, a Terra possui aproximadamente seguinte composição em massa:
- 34,5% de ferro
- 29,6% de oxigênio
- 15,2% de silício
- 12,7% de magnésio
- 2,4%  de níquel
- 1,9%  de enxofre
- 0,05% de titânio

## Núcleo
O interior da Terra atinge temperaturas de aproximadamente 6 000 °C. O calor interno do planeta foi gerado inicialmente durante sua formação, e calor adicional é constantemente gerado pelo decaimento de elementos radioativos como urânio, tório, e potássio. O fluxo de calor do interior para a superfície é pequeno se comparado à energia recebida pelo Sol (a razão é de 1/30000).
Também chamado de Nife, Centrosfera ou Barisfera e, em planetas como a Terra, dada sua constituição, pode ainda receber o nome de Metalosfera.
A massa específica média da Terra é de 5,54 toneladas por metro cúbico, fazendo dela o planeta mais denso no Sistema Solar. Uma vez que a massa específica do material superficial da Terra é apenas cerca de 3 toneladas por metro cúbico, deve-se concluir que materiais mais densos existem nas camadas internas da Terra (devem ter uma densidade de cerca de 8 toneladas por metro cúbico).
Em seus primeiros momentos de existência, a cerca de 4,5 bilhões de anos, a Terra era formada por materiais líquidos ou pastosos, e devido à ação da gravidade os objetos muito densos foram sendo empurrados para o interior do planeta (o processo é conhecido como diferenciação planetária), enquanto que materiais menos densos foram trazidos para a superfície. Como resultado, o núcleo é composto em grande parte por ferro (80%), e de alguma quantidade de níquel e silício. Outros elementos, como o chumbo e o urânio, são muitos raros para serem considerados, ou tendem a se ligar a elementos mais leves, permanecendo então na crosta. O núcleo é dividido em duas partes: o núcleo sólido, interno e com raio de cerca de 1.250 km, e o núcleo líquido, que envolve o primeiro.
O núcleo sólido é composto, segundo se acredita, primariamente por ferro e um pouco de níquel. Alguns argumentam que o núcleo interno pode estar na forma de um único cristal de ferro. Já o núcleo líquido deve ser composto de ferro líquido e níquel líquido (a combinação é chamada NiFe), com traços de outros elementos. Estima-se que realmente seja líquido, pois não tem capacidade de transmitir as ondas sísmicas. A convecção desse núcleo líquido, associada a agitação causada pelo movimento de rotação da Terra, seria responsável por fazer aparecer o campo magnético terrestre, através de um processo conhecido como teoria do dínamo. O núcleo sólido tem temperaturas muito elevadas para manter um campo magnético (veja temperatura Curie), mas provavelmente estabiliza o campo magnético gerado pelo núcleo líquido.
Evidências recentes sugerem que o núcleo interno da Terra pode girar mais rápido do que o restante do planeta, a cerca de 2 graus por ano.

## Manto
O manto estende-se desde cerca de 30 km e por uma profundidade de 2900 km. A pressão na parte inferior do mesmo é da ordem de 1,4 milhões de atmosferas. É composto por substâncias ricas em ferro e magnésio. Também apresenta características físicas diferentes da crosta. O material de que é composto o manto pode apresentar-se no estado sólido ou como uma pasta viscosa, em virtude das pressões elevadas. Porém, ao contrário do que se possa imaginar, a tendência em áreas de alta pressão é que as rochas mantenham-se sólidas, pois assim ocupam menos espaço físico do que os líquidos. Além disso, a constituição dos materiais de cada camada do manto tem seu papel na determinação do estado físico local. (O núcleo interno da Terra é sólido porque, apesar das imensas temperaturas, está sujeito a pressões tão elevadas que os átomos ficam compactados; as forças de repulsão entre os átomos são vencidas pela pressão externa, e a substância acaba se tornando sólida; estima-se que esta pressão seja algo em torno de 3,5 milhões de atmosferas)
A viscosidade no manto superior ( astenosfera ) varia entre 1021 a 1024 pascal segundo, dependendo da profundidade. Portanto, o manto superior pode deslocar-se vagarosamente. As temperaturas do manto variam de 100 graus Celsius (na parte que faz interface com a crosta) até 3500 graus Celsius (na parte que faz interface com o núcleo).

## Crosta terrestre

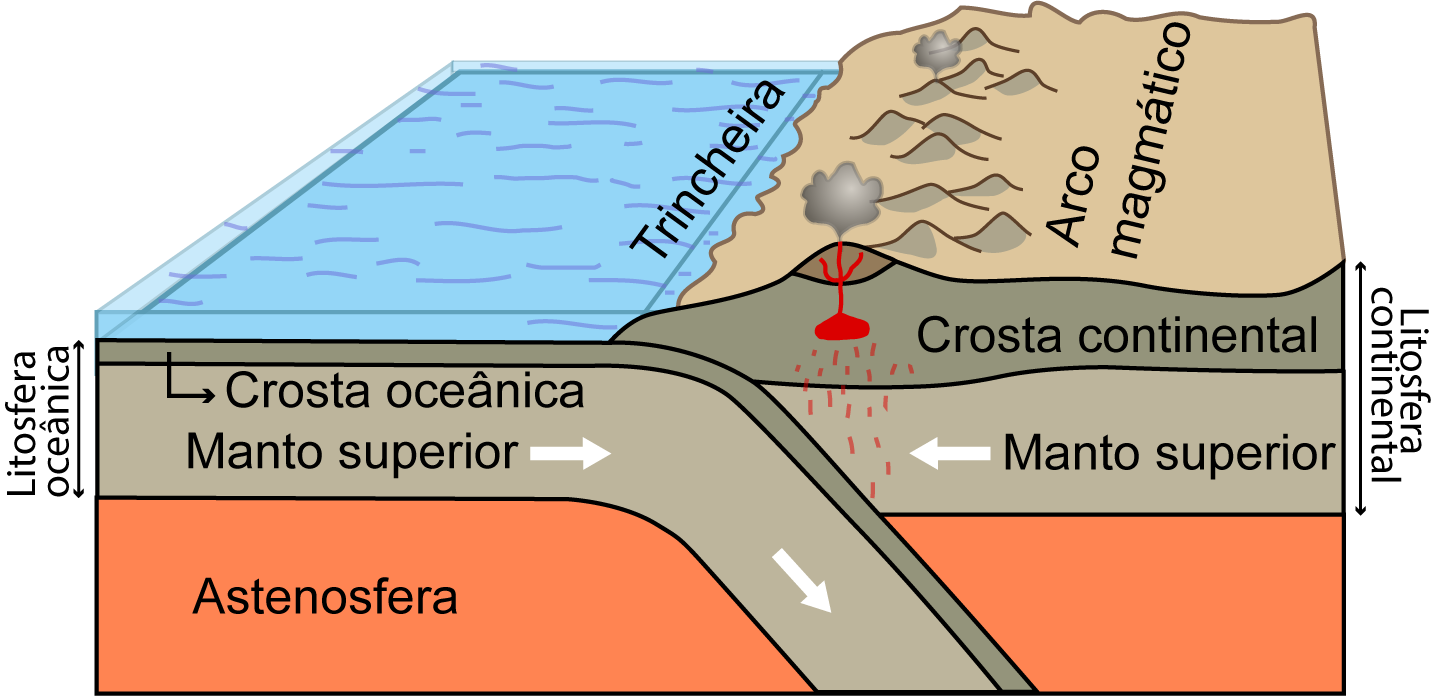
Litosfera oceânica e continental em margem continental ativa durante convergência de placas (limite de placas convergente)

A crosta forma a maior parte da litosfera. Em alguns lugares chega a atingir 90 km, mas geralmente estende-se por aproximadamente 30 km de profundidade. É composta basicamente por silicatos de alumínio. A fronteira entre manto e crosta envolve dois eventos físicos distintos. O primeiro é a descontinuidade de Mohorovicic que ocorre em virtude da diferença de composição entre camadas rochosas. O segundo evento é uma descontinuidade química que foi observada a partir da obdução de partes da crosta oceânica.
A crosta é a camada  mais externa que constitui a superfície da Terra. A crosta continental tem cerca de 40 km de profundidade, enquanto que a crosta oceânica tem cerca de 7 km de profundidade.